# كاربايينو
بلدية كاربايينو (بالإسبانية: Carballino) هي بلدية تقع في مقاطعة أورينسي التابعة لمنطقة غاليسيا شمال غرب إسبانيا.

## الديموغرافيا
بلغ عدد سكان بلدية كاربايينو 14.145 نسمة عام 2011 (وفقاً للمعهد الوطني للإحصاء الإسباني).
| 12.146 | 12.363 | 12.733 | 13.465 | 13.838 | 14.114 | 14.145 |